# 土耳其時間
| 淺藍 | 欧洲西部时间／格林尼治標準時間（UTC）                       |
| 藍色 | 欧洲西部时间／格林尼治標準時間（UTC）                       |
| 藍色 | 欧洲西部夏令时间／英国夏令时／愛爾蘭標準時間（UTC+1）       |
| 紅色 | 欧洲中部时间（UTC+1）                                       |
| 紅色 | 欧洲中部夏令时间（UTC+2）                                   |
| 黃色 | 欧洲东部时间／加里宁格勒时间（UTC+2）                       |
| 金色 | 欧洲东部时间（UTC+2）                                       |
| 金色 | 欧洲东部夏令时间（UTC+3）                                   |
| 淺綠 | 歐洲极东時間／莫斯科时间／土耳其時間（UTC+3）               |
| 青綠 | 亞美尼亞時間／亞塞拜然時間／喬治亞時間／薩馬拉時間（UTC+4） |

土耳其時間（土耳其語：Türkiye Zaman Dilimi、英語：、縮寫TRT）是比世界協調時間（UTC）早三個小時的時區名稱之一。它被土耳其及北賽普勒斯所採用。其他位於UTC+3的時區有阿拉伯標準時間（AST）及莫斯科時間（MST）。土耳其時間的方案在2016年9月7日被土耳其政府通過並於隔日實施。

## 沿革
在2016年8月以前，土耳其在冬季時使用歐洲東部時間（EET，UTC+2）並在夏季使用歐洲東部夏令時間（EEST，UTC+3）。標準時間和夏令時間之間的轉換日期通常遵循歐盟的規則，但是有些年份例外。2016年9月7日，土耳其政府通過土耳其時間的法案，將全年的時區都調整成比世界協調時間早三小時，原定於同年10月30日結束的夏令時間不會將時間調回歐洲東部時間。
2016年9月8日，北賽普勒斯國會決定遵循土耳其的腳步，將時區調整成為土耳其時間。屆時賽普勒斯島上在冬季時會有兩個不同的時區，北賽普勒斯會比賽普勒斯快一個小時。

## 外部連結
- 土耳其時間 （页面存档备份，存于）